# 斯普林希爾 (派克縣)
斯普林希爾（英語：River Ridge）是一個位於美國阿拉巴馬州派克縣的非建制地區。該地的面積和人口皆未知。

## 地理
斯普林希爾的座標為31°41′28″N 85°57′38″W / 31.69111°N 85.96056°W，而該地的平均海拔高度為126米（即413英尺）。